# 14.ª etapa del Tour de Francia 2025
La 14.ª etapa del Tour de Francia 2025 tuvo lugar el 19 de julio de 2025 y consistió en una etapa de montaña con inicio en la localidad de Pau y final en Luchon-Superbagnères, sobre un recorrido de 182,6 km. El vencedor fue el neerlandés Thymen Arensman del equipo INEOS Grenadiers, esloveno Tadej Pogačar del equipo UAE Team Emirates XRG se mantuvo como líder de la prueba.

## Clasificación de la etapa
| Pau - Luchon-Superbagnères | etapa de montaña | (182,6 km) |

- Las clasificaciones de la etapa finalizaron de la siguiente forma:[3]

| \| Clasificación de la etapa \| Clasificación de la etapa \| Clasificación de la etapa \| Clasificación de la etapa \| Clasificación de la etapa \| \| Ciclista \| Ciclista \| Equipo \| Tiempo \| \| \| ------------------------- \| ------------------------- \| -------------------------- \| ------------------------- \| ------------------------- \| \| 1.º \| Tadej Pogačar \| UAE Team Emirates XRG \| 23 min 00 s \| \| \| 2.º \| Jonas Vingegaard \| Team Visma \\| Lease a Bike \| + 36 s \| \| \| 3.º \| Primož Roglič \| Red Bull-Bora-Hansgrohe \| + 1 min 20 s \| \| \| 4.º \| Florian Lipowitz \| Red Bull-Bora-Hansgrohe \| + 1 min 56 s \| \| \| 5.º \| Lucas Plapp \| Team Jayco AlUla \| + 1 min 58 s \| \| \| 6.º \| Matteo Jorgenson \| Team Visma \\| Lease a Bike \| + 2 min 03 s \| \| \| 7.º \| Oscar Onley \| Team Picnic-PostNL \| + 2 min 06 s \| \| \| 8.º \| Adam Yates \| UAE Team Emirates XRG \| + 2 min 15 s \| \| \| 9.º \| Lenny Martinez \| Bahrain Victorious \| + 2 min 21 s \| \| \| 10.º \| Felix Gall \| Decathlon-AG2R La Mondiale \| + 2 min 22 s \| \| |                  |                            |              |
| |                  |                            |              |
| Fuentes: ProCyclingStats Cycling Quotient |                  |                            |              |
| Clasificación de la etapa |                  |                            |              |
| Ciclista | Ciclista         | Equipo                     | Tiempo       |
| 1.º | Tadej Pogačar    | UAE Team Emirates XRG      | 23 min 00 s  |
| 2.º | Jonas Vingegaard | Team Visma \| Lease a Bike | + 36 s       |
| 3.º | Primož Roglič    | Red Bull-Bora-Hansgrohe    | + 1 min 20 s |
| 4.º | Florian Lipowitz | Red Bull-Bora-Hansgrohe    | + 1 min 56 s |
| 5.º | Lucas Plapp      | Team Jayco AlUla           | + 1 min 58 s |
| 6.º | Matteo Jorgenson | Team Visma \| Lease a Bike | + 2 min 03 s |
| 7.º | Oscar Onley      | Team Picnic-PostNL         | + 2 min 06 s |
| 8.º | Adam Yates       | UAE Team Emirates XRG      | + 2 min 15 s |
| 9.º | Lenny Martinez   | Bahrain Victorious         | + 2 min 21 s |
| 10.º | Felix Gall       | Decathlon-AG2R La Mondiale | + 2 min 22 s |

## Clasificaciones al final de la etapa

### Clasificación general(Maillot Jaune)[4]
| \| Clasificación general \| Clasificación general \| Clasificación general \| Clasificación general \| Clasificación general \| \| Ciclista \| Ciclista \| Equipo \| Tiempo \| \| \| --------------------- \| -------------------------- \| -------------------------- \| --------------------- \| --------------------- \| \| 1.º \| Tadej Pogačar \| UAE Team Emirates XRG \| 50 h 40 min 28 s \| \| \| 2.º \| Jonas Vingegaard \| Team Visma \\| Lease a Bike \| + 4 min 13 s \| \| \| 3.º \| Florian Lipowitz \| Red Bull-Bora-Hansgrohe \| + 7 min 53 s \| \| \| 4.º \| Oscar Onley \| Team Picnic-PostNL \| + 9 min 18 s \| \| \| 5.º \| Kévin Vauquelin \| Arkéa-B&B Hotels \| + 10 min 21 s \| \| \| 6.º \| Primož Roglič \| Red Bull-Bora-Hansgrohe \| + 10 min 34 s \| \| \| 7.º \| Felix Gall \| Decathlon-AG2R La Mondiale \| + 12 min 00 s \| \| \| 8.º \| Tobias Halland Johannessen \| Uno-X Mobility \| + 12 min 33 s \| \| \| 9.º \| Ben Healy \| EF Education-EasyPost \| + 18 min 41 s \| \| \| 10.º \| Carlos Rodríguez \| Ineos Grenadiers \| + 22 min 57 s \| \| |                            |                            |                  |
| |                            |                            |                  |
| Fuentes: ProCyclingStats Cycling Quotient |                            |                            |                  |
| Clasificación general |                            |                            |                  |
| Ciclista | Ciclista                   | Equipo                     | Tiempo           |
| 1.º | Tadej Pogačar              | UAE Team Emirates XRG      | 50 h 40 min 28 s |
| 2.º | Jonas Vingegaard           | Team Visma \| Lease a Bike | + 4 min 13 s     |
| 3.º | Florian Lipowitz           | Red Bull-Bora-Hansgrohe    | + 7 min 53 s     |
| 4.º | Oscar Onley                | Team Picnic-PostNL         | + 9 min 18 s     |
| 5.º | Kévin Vauquelin            | Arkéa-B&B Hotels           | + 10 min 21 s    |
| 6.º | Primož Roglič              | Red Bull-Bora-Hansgrohe    | + 10 min 34 s    |
| 7.º | Felix Gall                 | Decathlon-AG2R La Mondiale | + 12 min 00 s    |
| 8.º | Tobias Halland Johannessen | Uno-X Mobility             | + 12 min 33 s    |
| 9.º | Ben Healy                  | EF Education-EasyPost      | + 18 min 41 s    |
| 10.º | Carlos Rodríguez           | Ineos Grenadiers           | + 22 min 57 s    |

### Clasificación por puntos(Maillot Vert)[5]
| Clasificación por puntos | Clasificación por puntos | Clasificación por puntos   | Clasificación por puntos | Clasificación por puntos |
| Ciclista                 | Ciclista                 | Equipo                     | Puntos                   |                          |
| ------------------------ | ------------------------ | -------------------------- | ------------------------ | ------------------------ |
| 1.º                      | Jonathan Milan           | Lidl-Trek                  | 251 pts                  |                          |
| 2.º                      | Tadej Pogačar            | UAE Team Emirates XRG      | 223 pts                  |                          |
| 3.º                      | Mathieu van der Poel     | Alpecin-Deceuninck         | 190 pts                  |                          |
| 4.º                      | Biniam Girmay            | Intermarché-Wanty          | 169 pts                  |                          |
| 5.º                      | Tim Merlier              | Soudal Quick-Step          | 150 pts                  |                          |
| 6.º                      | Jonas Vingegaard         | Team Visma \| Lease a Bike | 135 pts                  |                          |
| 7.º                      | Anthony Turgis           | Team TotalEnergies         | 130 pts                  |                          |
| 8.º                      | Quinn Simmons            | Lidl-Trek                  | 93 pts                   |                          |
| 9.º                      | Jonas Abrahamsen         | Uno-X Mobility             | 90 pts                   |                          |
| 10.º                     | Oscar Onley              | Team Picnic-PostNL         | 88 pts                   |                          |

### Clasificación de la montaña(Maillot à Pois Rouges)[6]
| Clasificación de la montaña | Clasificación de la montaña | Clasificación de la montaña | Clasificación de la montaña | Clasificación de la montaña |
| Ciclista                    | Ciclista                    | Equipo                      | Puntos                      |                             |
| --------------------------- | --------------------------- | --------------------------- | --------------------------- | --------------------------- |
| 1.º                         | Lenny Martinez              | Bahrain Victorious          | 60 pts                      |                             |
| 2.º                         | Tadej Pogačar               | UAE Team Emirates XRG       | 52 pts                      |                             |
| 3.º                         | Thymen Arensman             | Ineos Grenadiers            | 48 pts                      |                             |
| 4.º                         | Jonas Vingegaard            | Team Visma \| Lease a Bike  | 39 pts                      |                             |
| 5.º                         | Michael Woods               | Israel-Premier Tech         | 38 pts                      |                             |
| 6.º                         | Florian Lipowitz            | Red Bull-Bora-Hansgrohe     | 24 pts                      |                             |
| 7.º                         | Ben Healy                   | EF Education-EasyPost       | 20 pts                      |                             |
| 8.º                         | Valentin Paret-Peintre      | Soudal Quick-Step           | 16 pts                      |                             |
| 9.º                         | Bruno Armirail              | Decathlon-AG2R La Mondiale  | 15 pts                      |                             |
| 10.º                        | Michael Storer              | Tudor Pro Cycling Team      | 14 pts                      |                             |

### Clasificación del mejor joven(Maillot Blanc)[7]
| Clasificación del mejor joven | Clasificación del mejor joven | Clasificación del mejor joven | Clasificación del mejor joven | Clasificación del mejor joven |
| Ciclista                      | Ciclista                      | Equipo                        | Tiempo                        |                               |
| ----------------------------- | ----------------------------- | ----------------------------- | ----------------------------- | ----------------------------- |
| 1.º                           | Remco Evenepoel               | Soudal Quick-Step             | 45 h 53 min 15 s              |                               |
| 2.º                           | Florian Lipowitz              | Red Bull-Bora-Hansgrohe       | + 6 s                         |                               |
| 3.º                           | Oscar Onley                   | Team Picnic-PostNL            | + 47 s                        |                               |
| 4.º                           | Kévin Vauquelin               | Arkéa-B&B Hotels              | + 51 s                        |                               |
| 5.º                           | Ben Healy                     | EF Education-EasyPost         | + 9 min 33 s                  |                               |
| 6.º                           | Carlos Rodríguez              | Ineos Grenadiers              | + 13 min 20 s                 |                               |
| 7.º                           | Mattias Skjelmose             | Lidl-Trek                     | + 26 min 06 s                 |                               |
| 8.º                           | Romain Grégoire               | Groupama-FDJ                  | + 44 min 39 s                 |                               |
| 9.º                           | Joseph Blackmore              | Israel-Premier Tech           | + 55 min 56 s                 |                               |
| 10.º                          | Alex Baudin                   | EF Education-EasyPost         | + 58 min 07 s                 |                               |

### Clasificación por equipos(Classement par Équipe)[8]
| Clasificación por equipos | Clasificación por equipos       | Clasificación por equipos | Clasificación por equipos |
| Equipo                    | Equipo                          | Tiempo                    |                           |
| ------------------------- | ------------------------------- | ------------------------- | ------------------------- |
| 1.º                       | Team Visma \| Lease a Bike      | 152 h 43 min 39 s         |                           |
| 2.º                       | UAE Team Emirates XRG           | + 13 min 48 s             |                           |
| 3.º                       | Decathlon AG2R La Mondiale Team | + 43 min 28 s             |                           |
| 4.º                       | Arkéa-B&B Hotels                | + 43 min 29 s             |                           |
| 5.º                       | Red Bull-BORA-hansgrohe         | + 45 min 59 s             |                           |
| 6.º                       | Ineos Grenadiers                | + 1 h 30 min 02 s         |                           |
| 7.º                       | Movistar Team                   | + 1 h 37 min 20 s         |                           |
| 8.º                       | Groupama-FDJ                    | + 1 h 38 min 21 s         |                           |
| 9.º                       | XDS Astana Team                 | + 1 h 51 min 18 s         |                           |
| 10.º                      | Team Picnic-PostNL              | + 2 h 02 min 43 s         |                           |

## Abandonos
- Bryan Coquard (Cofidis) no comenzó la la disputa de la etapa.
- Steff Cras (Team TotalEnergies) no finalizó la etapa.
- Remco Evenepoel (Soudal Quick-Step) no finalizó la etapa.[9]
- Mattias Skjelmose (Lidl-Trek) no finalizó la etapa como consecuencia de una caída.[10]